# Suite für Varieté-Orchester

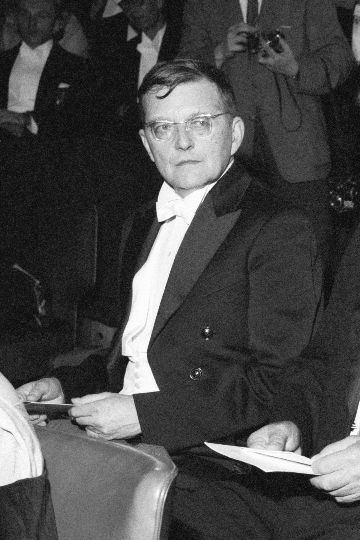
Dmitri Schostakowitsch

Die Suite für Varieté-Orchester ist eine Orchester-Suite von Dmitri Schostakowitsch. 
Das Werk besteht aus acht Sätzen, die anderen Kompositionen Schostakowitschs entnommen sind. Es entstand vermutlich in der zweiten Hälfte der 1950er-Jahre.
Viele Jahre lang wurde die Suite fälschlich als die 1938 entstandene und im Zweiten Weltkrieg verloren geglaubte Suite für Jazzorchester Nr. 2 angesehen. Von dieser wurde jedoch 1999 ein Klavierauszug wiederentdeckt, so dass die Jazz-Suite im Jahr 2000 in rekonstruierter Form aufgeführt werden konnte. Da die meisten Einspielungen der Suite vor dieser Entdeckung entstanden, wird das Werk auf vielen CDs mit dem falschen Titel Jazz-Suite Nr. 2 bezeichnet.
Das Werk wurde am 1. Dezember 1988 vom London Symphony Orchestra unter der Leitung von Mstislaw Rostropowitsch in London uraufgeführt.
Besondere Popularität erreichte der Walzer Nr. 2 durch den Soundtrack zu dem Film Eyes Wide Shut (1999) von Stanley Kubrick. Auch im Abspann dieses Films wird das Werk noch falsch als Jazz-Suite #2 angegeben. Lars von Trier machte in seinem Film Nymphomaniac (2014) ebenfalls von diesem Walzer Gebrauch.

## Werkbeschreibung
Die Anordnung der Sätze variiert in den vorliegenden Einspielungen. Im Folgenden wird die Reihenfolge gemäß den DSCH New Collected Works wiedergegeben.
1. Marsch (Giocoso. Alla marcia)
2. Tanz Nr. 1 (Presto)
3. Tanz Nr. 2 (Allegretto scherzando)
4. Kleine Polka (Allegretto)
5. Lyrischer Walzer (Allegretto)
6. Walzer Nr. 1 (Sostenuto)
7. Walzer Nr. 2 (Allegretto poco moderato)
8. Finale (Allegro moderato)

Der Marsch und das Finale sind der Filmmusik zu Die Abenteuer Korsinkinis (op. 59, 1940, nur in Teilen zugänglich) entnommen, der Walzer Nr. 2 der Suite zum Film Die erste Staffel (op. 99a, 1956). Der Tanz Nr. 1 entstammt der Filmmusik zu Die Stechfliege (op. 97, 1955), und der Tanz Nr. 2 dem Ballett Der klare Strom (op. 39, 1934/35).
Die Sätze der Suite weisen in ihrem Charakter einige stilistische Ähnlichkeiten mit Zirkus- oder Varieté-Musik auf. Auch in der Instrumentierung zeigen sich typische Eigenschaften von Varieté-Orchestern wie die Teilung der Violinen in drei statt zwei Stimmgruppen, wie in Sinfonieorchestern üblich.